# Broken (canção de Kim Petras)
"Broken" é uma canção da cantora alemã Kim Petras, contida em sua mixtape de estreia Clarity (2019). Foi composta pela própria juntamente com Theron Thomas e seus produtores Lukasz Gottwald, Aaron Joseph, Brandon Hamlin e Ben Billions. O seu lançamento como primeiro single promocional do material ocorreu digitalmente em 25 de abril de 2019 através do próprio selo de Petras, BunHead, sendo posteriormente relançada dois anos depois em serviços de streaming online com uma data alterada para 2021 através das gravadoras Amigo e Republic Records. A partir deste lançamento, Petras compartilhou uma música do álbum todas as semanas até a data de lançamento do projeto completo, em 28 de junho de 2019, perfazendo um total de 9 singles promocionais antes do seu lançamento.
Na música, Kim fala sobre como ela amava tanto uma pessoa, no final ele a deixou para ficar com outra mulher, e como ela se sentiu de coração partido. Em divulgação da canção, foi lançado um vídeo lírico em seu canal no YouTube.

## Composição e desenvolvimento
“Broken”  foi escrita por Petras, Theron Thomas e seus produtores Lukasz Gottwald, Aaron Joseph, Brandon Hamlin e Ben Billions. A faixa tem duração de três minutos e quarenta e oito segundos (3:48), com um andamento de 124 bpm e está na tonalidade de si menor. Ela é escrita em compasso 4/4 e apresenta energia média. Musicalmente, é uma faixa pop repleta de influências de R&B e trap que encontra Petras cantando sobre desgosto. Representa uma partida do que a artista trouxe para o cenário pop no passado, uma vez que tudo ficou em uma nota mais sombria e mais séria, mantendo o que todos reconhecemos em Petras.
Em uma entrevista para a revista Paper, Petras falou sobre como e por que ela gravou a música da maneira que ela fez: "Mesmo quando estou triste, sempre tento fazer com que seja divertido. Ao mesmo tempo, sinto que Juice WRLD foi super divertido para mim ouvir, mesmo que seja a merda mais triste que ele esteja dizendo. São esses conceitos que todo mundo quer gritar, então é isso que eu queria fazer. Eu sou como: "Quando ela te deixar pelo seu melhor amigo / Por causa da porra do karma / Quando você me ver com meu novo cara / Vai ser uma reviravolta". Ao mesmo tempo, eu sou atrofiada, porque é isso que eu sou."

## Equipe e colaboradores
Créditos adaptados das notas do encarte da Apple Music e Tidal:
Pessoal
- Kim Petras — compositora, vocal principal, letrista
- Lukasz Gottwald — compositor, produtor, letrista
- Benjamin "Ben Billions" Diehl — compositor, produtor, letrista
- Brandon "B Ham" Hamlin — compositor, produtor, letrista
- Aaron Joseph Aguilar — compositor, produtor, letrista
- Theron Thomas — compositor, letrista
- Clint Gibbs — engenharia
- Kalani Thompson — engenharia
- Tyler Sheppard — engenharia
- John Hanes — engenharia
- Hector Vega — engenharia de masterização (assistente)
- Serban Ghenea — mixagem de áudio
- Dale Becker — master de áudio

## Histórico de lançamento
| Região | Data                | Formato          | Versão   | Gravadora      | Ref.   |
| ------ | ------------------- | ---------------- | -------- | -------------- | ------ |
| Várias | 25 de abril de 2019 | Download digital | Original | BunHead        | [ 11 ] |
| Várias | 2021                | Streaming        | Original | Amigo Republic | [ 14 ] |